# داینرز کلاب
داینرز کلاب (انگلیسی: Diners Club) شرکت خدمات مالی آمریکایی است، که در سال ۱۹۵۰ تأسیس شد.